# Sapphire
『Sapphire』（サファイア）は、Winkの7枚目のオリジナル・アルバム。1991年11月25日にポリスターより発売された。

## 概要
”ファンキー＆ゴージャス” をテーマとしたオリジナル・アルバム。これまでのWinkの楽曲に多く見られたユーロビート・サウンドは影を潜め、ギター・カッティングの際立つファンク・ナンバーやソウルミュージック風のアレンジが施された楽曲が増えている。
最新シングル「背徳のシナリオ」とカップリング曲「12月の織姫」のほか、カイリー・ミノーグ「ステップ・バック・イン・タイム（Step Back in Time）」やボビー・フリーマン「Do You Want to Dance」のカバー、相田翔子がペンネームの”KEIKO”名義で初めて作曲した「Tears」、鈴木早智子がペンネームの”Miyoko.A”名義で初めて作詞した「ほんの小さな勇気」などを収録。この作品以降、二人の作曲・作詞がアルバムで一曲ずつ取り上げられるようになる。
規格品番はそれぞれ、1991年11月25日リリース - CD:PSCR-1036、カセット:PSTR-1036。2013年12月18日リリース・タワーレコード限定盤 - Blu-spec CD:XQJX-1046。2018年8月22日リリース - UHQCD:PSCR-6264。
2018年8月22日には、レコチョク、およびe-onkyo music（オンキヨー）、mora（レーベルゲート）などの音楽配信サイトでハイレゾ版（96kHz/24bit）を含むダウンロードアルバムの配信が開始された。

## 収録曲
| 全編曲: 門倉聡。 |                                                                   |                                   |                                   |       |
| #                | タイトル                                                          | 作詞                              | 作曲                              | 時間  |
| 1.               | 「あの夜へ帰りたい 〜Step Back In Time〜」(日本語詞: 江崎ひろ子)  | M.Stock・M.Aitken・P.Waterman     | M.Stock・M.Aitken・P.Waterman     | 4:35  |
| 2.               | 「BIG GAME」                                                      | 芹沢類                            | 尾関昌也                          | 4:03  |
| 3.               | 「闇夜の逃亡者 〜All Night Long〜」(日本語詞: 日本語詞: 及川眠子) | Patrick Adams・Gregory Carmichael | Patrick Adams・Gregory Carmichael | 4:15  |
| 4.               | 「聖なる夜に帰れない」(鈴木早智子ソロ)                            | 森本抄夜子                        | 広谷順子                          | 4:56  |
| 5.               | 「世紀末も平気 〜Do You Wanna Dance〜」(日本語詞: 森本抄夜子)     | Robert Freeman                    | Robert Freeman                    | 4:22  |
| 6.               | 「ほんの小さな勇気」(鈴木早智子ソロ)                              | Miyoko.A                          | 尾関昌也                          | 5:02  |
| 7.               | 「Get My Love」(相田翔子ソロ)                                     | 芹沢類                            | KE-Y                              | 4:52  |
| 8.               | 「12月の織姫」(日本語詞: 及川眠子)                                | Billie Hughes・Roxanne Seeman     | Billie Hughes・Roxanne Seeman     | 4:47  |
| 9.               | 「Tears」(相田翔子ソロ)                                           | 及川眠子                          | KEIKO                             | 5:09  |
| 10.              | 「背徳のシナリオ」                                                | 及川眠子                          | 工藤崇                            | 4:25  |
| 合計時間:        | 合計時間:                                                         | 合計時間:                         | 合計時間:                         | 46:26 |

### 曲解説
1. あの夜へ帰りたい 〜Step Back In Time〜
  - カイリー・ミノーグ「ステップ・バック・イン・タイム（Step Back in Time）」のカバー。
2. BIG GAME
3. 闇夜の逃亡者 〜All Night Long〜
  - キャシー・デニス「タッチ・ミー (オール・ナイト・ロング) (Touch Me (All Night Long))」のカバー。
4. 聖なる夜に帰れない
  - 鈴木早智子ソロ。
5. 世紀末も平気 〜Do You Wanna Dance〜
  - ボビー・フリーマン「Do You Want to Dance」のカバー。
6. ほんの小さな勇気
  - 鈴木早智子ソロ。
7. Get My Love
  - 相田翔子ソロ。
8. 12月の織姫
  - 先行シングル「背徳のシナリオ」のカップリング曲。後にビリー・ヒューズが「My World」というタイトルでセルフカバーをしている。
9. Tears
  - 相田翔子ソロ。
10. 背徳のシナリオ
  - 先行シングル表題曲。